# 최연 (강릉)
최연(崔演, 1503년 ~ 1549년 2월 4일)은 조선 중기의 문신이다. 본관은 강릉(江陵), 자는 연지(演之), 호는 간재(艮齋)이다.

## 생애
1525년(중종 20) 생원시(生員試)·진사시(進士試)·식년문과에 모두 급제했다.
검열(檢閱) 등을 거쳐, 1531년(중종 26) 두 차례 수찬(修撰)에 임명되었으며, 이듬해 병조좌랑(兵曹佐郞)으로 있을 때 세 번이나 서경(署經)을 받지 못했으므로 체직되었다.
이후 다시 여러 관직을 거쳐, 1538년(중종 33) 필선(弼善)에서 장령(掌令)으로 옮겼고, 이듬해 농사가 잘 안 된 곳을 알아보기 위해, 왕명으로 충청도(忠淸道)에 파견되었다.
이후 다시 병조참지(兵曹參知)와 판결사(判決事)를 거쳐, 1544년(중종 39) 동부승지(同副承旨)와 우부승지(右副承旨)에 차례로 임명되었고, 중종(中宗)이 인종(仁宗)에게 선위한 다음날 승하하자, 이듬해 최연이 중종의 애책(哀冊)을 지어 바쳤다.
같은 해 좌부승지(左副承旨)와 좌승지(左承旨)를 거쳤고, 인종이 승하하고 명종(明宗)이 즉위하자 보익공신(保翼功臣)의 교서(敎書)를 지었는데, 다음 날 본인도 추성보익공신(推誠保翼功臣)에 책록되었다가 다시 며칠 뒤 추성위사보익공신(推誠衛社保翼功臣)으로 공신호가 고쳐짐과 함께 도승지(都承旨)로 승진했다.
1546년(명종 원년) 다시 추성정난위사공신(推誠定難衛社功臣)으로 공신호가 고쳐짐과 함께 동원군(東原君)에 봉해졌다. 이 때 도승지 관직은 그대로 유지했다.
같은 해 노친을 봉양하기 위해 삼척부사(三陟府使)로 나갔는데, 의정부(議政府)에서 계(啓)를 올려 그의 체직을 청하자 그대로 되었고, 특진관(特進官)을 거쳐 좌윤(左尹)으로 옮겼다.
이듬해 병조참판(兵曹參判)에 임명되었다가 다시 동원군에 봉해졌고, 한 달여 만에 판윤(判尹)에 임명되었다.
1548년(명종 3) 지의금부사(知義禁府事)를 겸했다가 지중추부사(知中樞府事)로 옮겼고, 상호군(上護軍) 변명윤(邊明胤)과 함께 동지사(冬至使)가 되어 명에 갔는데, 이듬해 돌아오는 길에 평양부(平壤府)에서 졸했다.
사후에 관청에서 그의 장례를 치러 주었으며, 좌찬성(左贊成)·대제학(大提學)에 추증되었으나, 1577년(선조 10) 봉작이 회수되고 증직이 삭제되었다.
시호는 문양(文襄)이다.

## 가족 관계
- 증조 - 최연(崔沇)[7] : 사포(司圃), 증(贈) 좌승지(左承旨)
  - 조부 - 최자점(崔自霑, 1434년 ~ 1508년)[7] : 교리(校理), 증 예조참판(禮曹參判)·동지경연사(同知經筵事)·홍문관제학(弘文館提學)
    - 아버지 - 최세건(崔世楗)[3] : 비안현감(比安縣監), 증 이조판서(吏曹判書)·지의금부사(知義禁府事)·강성군(江城君)
    - 어머니 - 김세량(金世良)의 딸[8]
      - 형 - 최형(崔浻)[7] : 진사(進士)
      - 동생 - 최담(崔澹)[7] : 교수(敎授)
      - 동생 - 최옥(崔沃)[7] : 부정(副正)
      - 동생 - 최호(崔浩, 1516년 ~ ?)[7] : 진사
      - 동생 - 최순(崔洵)[7] : 증 형조참판(刑曹參判)
      - 부인 - 진사 이흡(李翕)의 딸[8]
        - 장남 - 최운경(崔雲慶)[8]
        - 차남 - 최운광(崔雲廣)[8] : 주부(主簿)